# Little Italy (Contea di Randolph, West Virginia)
Little Italy è un'area non incorporata nella contea di Randolph, West Virginia. Little Italy si trova su Gandy Creek e County Route 29/5, a 1,3 miglia (2,1 km) a sud di Whitmer e 18,5 miglia (29,8 km) a est-sud-est di Elkins.
Il nome deriva dal fatto che gran parte dei primi abitanti era costituita da immigrati italiani.